# فیلیپه آرانتس
فیلیپه آرانتس (انگلیسی: Felipe Arantes؛ زادهٔ ۹ فوریهٔ ۱۹۸۸) ورزشکار هنرهای رزمی ترکیبی اهل برزیل است. وی بین سال‌های ۲۰۰۸ تا ۲۰۱۸ میلادی فعالیت می‌کرد.